# Base Palissy

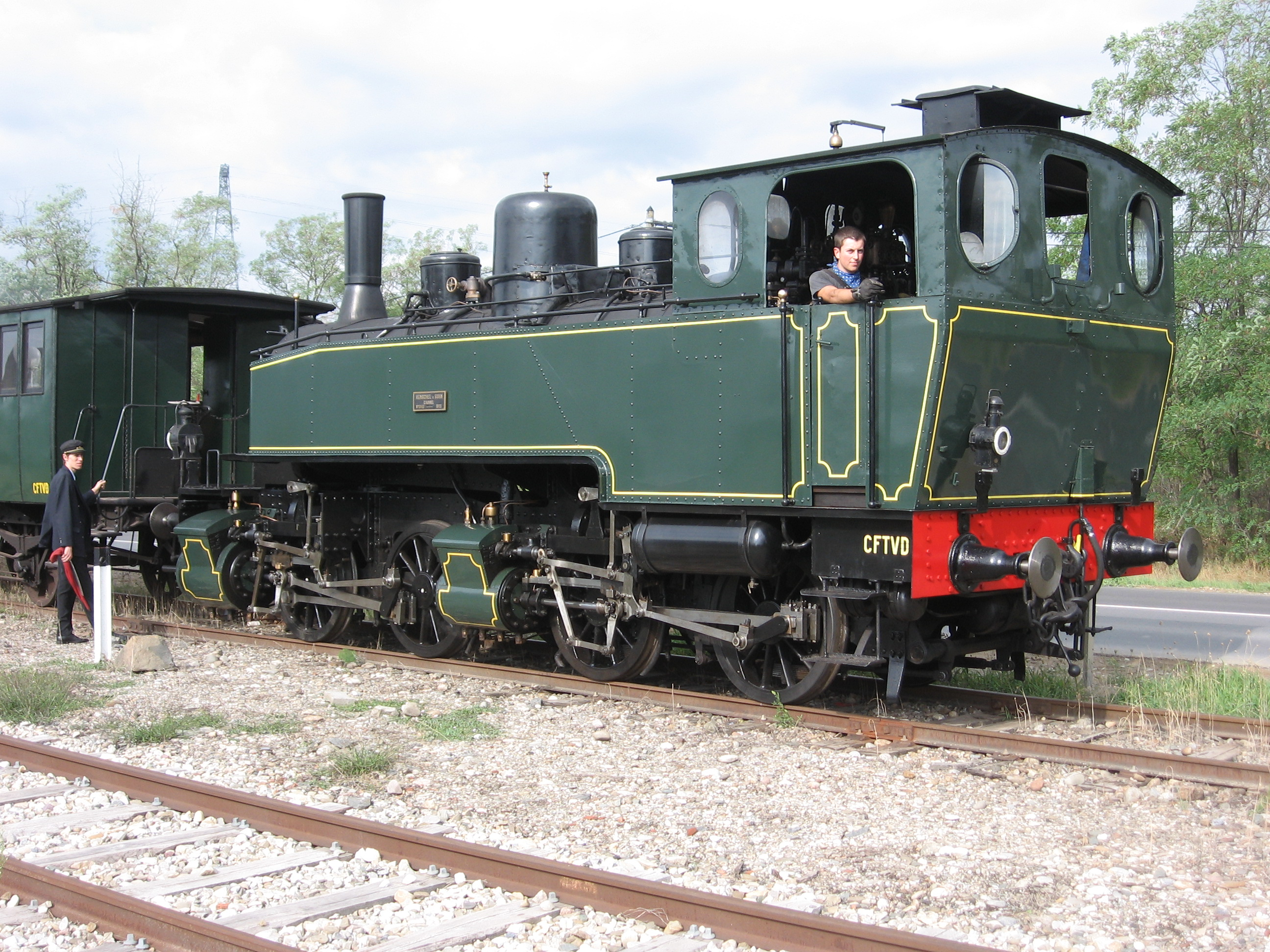
Mallet-Lokomotive von der Bahnstrecke Igney-Avricourt–Cirey, gelistet in der Base Palissy

Die Base Palissy (deutsch „Palissy-Datenbank“) ist eine Datenbank des französischen Kulturministeriums, die bewegliche Kulturgüter in Frankreich, zum Beispiel Möbel, Gemälde und Kirchenschätze, aber auch Dampflokomotiven, auflistet. Der Name der Datenbank rührt von Bernard Palissy, einem Emaillekünstler des 16. Jahrhunderts, her. Die ortsfesten Kulturdenkmäler listet die Base Mérimée auf.
Die Base Palissy wurde 1989 geschaffen und 1998 online gestellt. Im Jahr 2005 enthielt sie rund 280.000 Datensätze, von denen 110.000 aus dem Verzeichnis der Monuments historiques und 170.000 aus dem nationalen Denkmalinventar Frankreichs (Inventaire général du patrimoine culturel) stammten. Zu 25.000 Einträgen können Illustrationen und Fotos aus der Base Mémoire, einer Bilddatenbank zu französischen Kulturdenkmälern, aufgerufen werden. Für 5000 Objekte sind über die Datenbank zudem ausführliche Online-Dossiers verfügbar.